# 朝川晋
朝川 晋（あさかわ しん、1961年 <昭和36年> 12月29日 - ）は、日本の地方公務員。大阪市天王寺区長、住吉区長を経て大阪市副市長。

## 経歴
1984年3月 大阪市立大学法学部卒業。1985年4月 大阪市採用土木局勤務、1995年 (平成 7年) 4月 建設局区画整理部連絡課主査、2002年4月 阿倍野再開発事務所事業課長代理、2005年7月 経営企画室事業分析担当課長、2006年4月 市政改革室改革推進部改革指導担当課長、2008年4月 市政改革室事業改革担当課長、2009年4月 総務局人事部人事担当課長、2011年4月 天王寺区長、2012年8月 天王寺区副区長、2017年4月 住吉区長。
2020年 (令和 2年) 1月 任期満了を迎える鍵田剛、中尾寛志の後任として山本剛史とともに松井一郎市長 (当時) から副市長に選任された。副首都推進局、市政改革室、デジタル統括室、24区役所、市民局、財政局、環境局（環境施策部及び環境管理部を除く。）、消防局及び水道局が所管する事務を担任。2023年5月 日本財団、環境省、世界コスプレ文化普及協会とともに難波、道頓堀周辺で「コスプレde海ごみゼロ大作戦!!2023 at大阪なんば」に関わる。2024年1月 東淀川区長の西山忠邦を後任に副市長退任。